# 猫屎咖啡

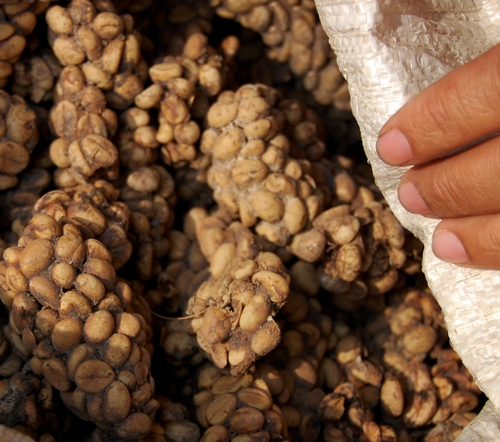

貓屎咖啡，又稱麝香貓咖啡（英語：civet coffee）。在印尼語中，意为咖啡，意为麝香貓。
麝香貓咖啡的天然產地和人工養殖場主要集中在印度尼西亚的蘇門達臘、爪哇、峇里島、蘇拉威西島等島嶼，以及菲律賓和一些地方。
麝香貓咖啡乃全球最昂貴的咖啡之一，1公斤原物料生豆達400美元，銷售商品每公斤達1000美元。根據英國新聞BBC採訪報導，撿拾野生麝香貓糞便製作的咖啡在印度尼西亞的年產量僅500公斤。

## 名稱來源
貓屎咖啡，是由印尼椰子猫（一種麝香貓）的糞便作為原料所生產，故叫“貓屎咖啡”。咖啡豆經過椰子猫食用並在其胃裡完成發酵後去殼，破壞蛋白質，產生短肽和更多的自由氨基酸，咖啡的苦澀味會降低，再排出來的糞便便是主要原料，由於咖啡豆不能被消化，會被排泄出來，經過清洗、烘培後就成了麝香貓咖啡。
椰子貓屬於雜食性動物，除了食用種子為生，也吃昆蟲及蛇類、鸟类、两栖爬行类，因此真正野生的椰子猫排放出來的糞便，會混雜著各種物質。印尼當地有農民等捕捉椰子猫來飼養，餵食咖啡豆來造。但人工培育以及天然的畢竟還是有一定區別。

## 评价
在咖啡工业界，猫屎咖啡被广泛认为是一种以新奇为卖点的产品。美国特种咖啡协会（SCAA）表示“业界的共识是它尝起来很差”。SCAA引用一位咖啡专家的评论说：“显然，猫屎咖啡的卖点在于它的故事而不是它的品質。采用SCAA的标准，猫屎咖啡的评分比其他三种咖啡的最低分还要低两分。可以推测猫屎咖啡的处理过程淡化了优质的酸度和口味而使口感更加平淡。当然很多人似乎也将这种平淡口味看作是这种咖啡的优点。”
华盛顿邮报食品专栏作者Tim Carman曾评论在美国销售的猫屎咖啡，并作出结论说：“它尝起来就跟Folgers Coffee一样。像是烂掉的、没有生命的味道。像是在洗澡水里泡了石化的恐龙屎。我没法喝完它”。
咖啡評論家克里斯魯賓說，“酒香是如此的豐富與強烈，咖啡又是令人難以置信的濃郁，幾乎像是糖漿一樣。它的厚度和巧克力的口感，並長時間地在舌頭上徘徊，純淨的回味。”

## 產量
貓屎咖啡產量非常少，亦因此特別昂貴。而售賣地更是少之又少。即使在原產地印尼亦不多見。因此市面上販賣的貓屎咖啡，多為人工豢養，風味自然與最原始最自然的野生貓屎咖啡不同。

## 爭議
麝香貓咖啡風味在業界並不受歡迎，但因其來源的稀缺性，讓許多印尼的生產者為了賺取麝香貓咖啡的觀光財，將麝香貓豢養於小到跟兔籠一樣大小的籠子，裡面全都是糞便和尿液，並且幾乎只給麝香貓攝取咖啡豆，正常麝香貓會以昆蟲、水果為食，但是生產者只讓麝香貓攝取咖啡豆，造就了麝香貓營養不良，甚至因為咖啡因的影響，讓麝香貓出現精神異常的情況。目前雨林協會和其他咖啡認證機構，會以永續農業網路的標準來核發認證標章；這套標章是禁止農場捉捕野生動物，而且永續農業網路也明文規定印尼禁止籠中豢養的麝香貓。